# 自由人民
自由人民是西班牙加泰罗尼亚语地区的一个左翼政党。该党成立于2014年11月30日，由争取保卫土地运动的积极分子和其他一些与社会运动相关联的独立人士组成。该党的意识形态是社会主义、女权主义。该党主张加泰罗尼亚语地区独立。该党的全国发言人是María Corrales。该党的总部位于巴伦西亚。该党支持人民团结候选人和加泰罗尼亚民族大会。